# دیوید درنت
دیوید درنت (به انگلیسی: David Durante) ژیمناست زادهٔ ۲۶ ژوئن ۱۹۸۰ میلادی اهل کشور ایالات متحده آمریکا است.